# Return of Saturn
Return of Saturn ist das vierte Album von der US-Ska-Gruppe No Doubt, das im April 2000 veröffentlicht wurde.

## Entstehungsgeschichte
Im Gegensatz zum letzten Album Tragic Kingdom ist die Musik viel düsterer und setzt mehr auf lyrische Texte. Die Musik ist von The Cure beeinflusst. Zudem trägt das Album einen dominanten New-Age-Stil. Etwa die Hälfte des Albums behandelt die Trennung zwischen Band-Bassisten Tony Kanal und der Sängerin Gwen Stefani sowie deren neue Beziehung zu dem britischen Sänger Gavin Rossdale von der Band Bush.
Der Entstehungsprozess begann 1997 in einem angemieteten Haus in Hollywood Hills. Tony Kanal schrieb dort die ersten Lieder. Die Arbeiten am Album gestalteten sich sehr zeitintensiv und ohne wirkliches Konzept. Gwen Stefani brauchte lange Zeit um sich von den Strapazen ihrer Karriere zu erholen und war sich zunächst unschlüssig, wie es weitergehen sollte. Die Band entschloss sich schließlich den musikalischen Stil des Vorgängers nicht zu wiederholen, sondern stattdessen mehr zu experimentieren. Zunächst war Matthew Wilder, der auch das Vorgängeralbum Tragic Kingdom produzierte, als Produzent vorgesehen und die ersten Arbeiten am Album begannen zunächst auch mit ihm in einem Studio in Los Angeles. Nachdem sich die Arbeiten jedoch hinzogen, übernahm Michael Beinhorn die Produktion. Auch dieser bekam Probleme mit seinem Terminplan. Ihn ersetzte dann Glen Ballard, der die Arbeiten am Album auch abschloss. Ballard wurde vom Manager der Gruppe angeworben, um die Arbeiten zu beschleunigen und zu garantieren, das eine „Radiohit“ unter den Liedern war. 1999 gab es dann ein erstes Lebenszeichen der Gruppe, das Lied New wurde für den Soundtrack des Films Go verwendet. Auch die Arbeiten am Album wurden im Juli beendet, doch nach zwei Wochen kehrte die Band wieder ins Studio zurück um Ex-Girlfriend und Simple Kind of Life aufzunehmen.
Der Name des Albums bezieht sich auf die 30-jährige Periode, in welcher der Saturn die Sonne umkreist. Dies wird in den USA als Saturn Return bezeichnet. Der Titelname dient als Anspielung auf Gwen Stefanis 30. Geburtstag. Zunächst sollte das Album „Magic's in the Makeup“ heißen, dann wurde der Name in „Saturn Returns“ umgeändert.

## Erfolg
Das Album verkaufte sich relativ gut, in den Billboard-Charts erreichte es Platz 2. Die erste Single Ex-Girlfriend floppte und verpasste den Einzug in die Billboard Hot 100. Auch die weiteren Singles Bathwater und New erreichten nur einen mäßigen Erfolg. Vier Jahre erschien der Remix (von den Invincible Overlord) der Single Bathwater, der in den britischen Charts die Top 20 erreichte. Obwohl das Album bis auf Platz #5 der deutschen Alben-Charts kam, erreichte keine der Singles eine höhere Platzierung als #34 (Ex-Girlfriend).
Das Album erhielt eine Nominierung für das beste Rock-Album bei den Grammy Awards 2001. Das Album erreichte in den USA Platin.

## Titelliste
1. Ex-Girlfriend (Dumont, Kanal, Stefani) – 3:32
2. Simple Kind of Life (Stefani) – 4:16
3. Bathwater (Dumont, Kanal, Stefani) – 4:02
4. Six Feet Under (Kanal, Stefani) – 2:28
5. Magic’s in the Makeup – 4:21
6. Artificial Sweetener (Dumont, Kanal, Stefani) – 3:54
7. Marry Me (Kanal, Stefani) – 4:38
8. New (Dumont, Stefani) – 4:26
9. Too Late (Dumont, Kanal, Stefani) – 4:16
10. Comforting Lie (Dumont, Kanal, Stefani) – 2:52
11. Suspension Without Suspense (Stefani) – 4:10
12. Staring Problem (Kanal, Stefani, Stefani) – 2:43
13. Home Now (Dumont, Kanal, Stefani) – 4:34
14. Dark Blue (Dumont, Kanal, Stefani) – 10:30

- plus der Hidden Track Big Distraction in der europäischen und in der australischen Ausgabe.